# Elsie Elizabeth Esterhuysen

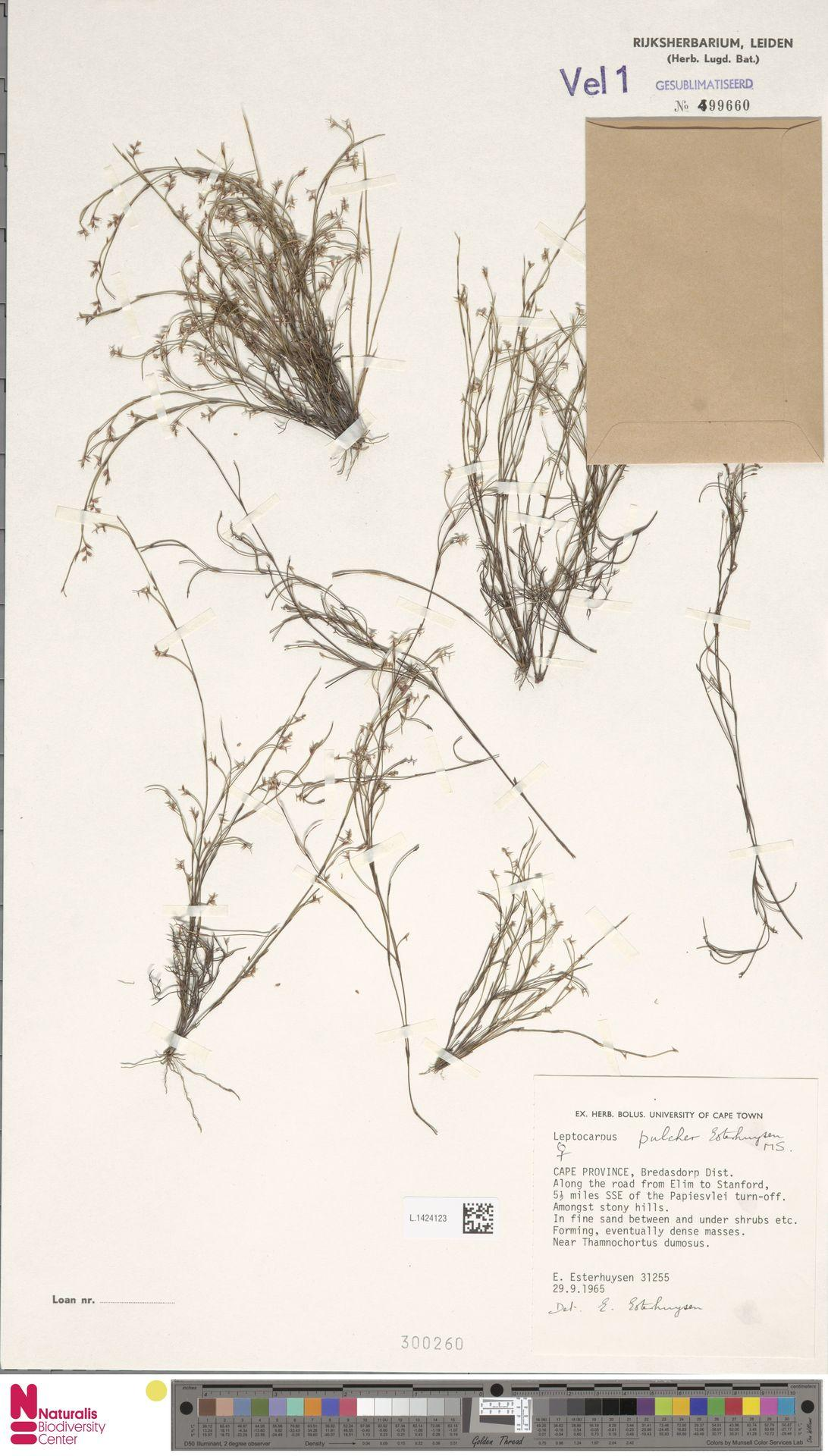
Dibujo de Esterh.

Elsie Elizabeth Esterhuysen (Ciudad del Cabo, 11 de abril de 1912-31 de mayo de 2006) fue una botánica sudafricana, que trabajó extensamente en el género Cycas.

## Biografía
En 1933, obtuvo un máster en Botánica en la Universidad de Ciudad del Cabo. En 1935, consiguió una beca Solly que le permitió realizar trabajo de campo en Kirstenbosch. Entre 1936 y 1937 trabajó en el Museo McGregor de Kimberley. Dos de sus profesores fueron Robert Stephen Adamson y Robert Harold Compton. En 1938 regresó a Ciudad del Cabo y comenzó a trabajar en el Bolus Herbarium a las órdenes de la botánica Harriet Margaret Louisa Bolus. Este era el herbario en funcionamiento más antiguo, en el sur de África, creado en 1856.
Durante los primeros 18 años de su carrera no recibió ningún sueldo, recibiendo tan solo pequeñas remuneraciones para sus gastos menores. En 1956, el profesor Ted Schelpe, que se había convertido en curador del Bolus Herbarium, luchó para que se creara un puesto fijo remunerado para Esterhuysen, siendo esta la primera ocasión en la que la botánica obtuvo seguridad económica por su trabajo.
Esterhuysen fue descrita como coleccionista de los más destacados de la flora de Sudáfrica, llegando a recopilar 36.000 especímenes de herbario. En 1984, descubrió y recogió una muestra de Protea nubigena, la rarísima Protea de las nubes que sólo se encuentra a gran altitud. Formó a varias generaciones de estudiantes en el herbario de la Universidad de Ciudad del Cabo.

## Reconocimientos
Fue galardonada con la medalla de plata de la Asociación Sudafricana de Botánicos. En 1989, la Universidad de Ciudad del Cabo le concedió un máster honorífico en Ciencias.

## Honores

### Epónimos
Género
- (Aizoaceae) Esterhuysenia L.Bolus[7]

Especies
- (Asteraceae) Felicia esterhuysenii Grau[8]

- (Fabaceae) Leobordea esterhuyseniana (B.-E.van Wyk) B.-E.van Wyk & Boatwr.[9]

- (Rubiaceae) Anthospermum esterhuysenianum Puff[10]

- La abreviatura «Esterh.» se emplea para indicar a Elsie Elizabeth Esterhuysen como autoridad en la descripción y clasificación científica de los vegetales.[11]

## Publicaciones
- 1963. Notes on South African Species of Erica. 8 pp.